# Veská
Veská je vesnice nedaleko města Sezemice v okrese Pardubice. Nachází se asi 1,8 km na jih od Sezemic. V roce 2018 zde bylo evidováno 102 adres. Nachází se zde Dětské centrum, fotbalové hřiště, hřiště na plážový volejbal, nepoužívaná hospoda, asfaltové hřiště na basketbal a nové dětské hřiště, které je málo využívané, protože zde nežije mnoho malých dětí. Dříve zde byla požární nádrž, která se v zimě využívala jako ledová plocha. Nyní je nádrž zasypaná. Veskou prochází silnice podél níž jsou staré domy. Nové domy se nacházejí v částech U Lesa a Kout. V této lokalitě se nachází dobrý asfalt a toho využívá mnoho lidí, například pro jízdu na inline bruslích. Také tak činí z důvodu, že zde není moc velký provoz. V roce 2001 zde trvale žilo 119 obyvatel.
Veská je také název katastrálního území o rozloze 2,21 km2.

## Osobnosti
V této vesnici se narodil vojenský lékař Josef Kerzl (1841–1919), známý pod pseudonymem Josef von Kerzl, který se stal osobním lékařem rakouského císaře Františka Josefa I.

## Pamětihodnosti
- Krucifix